# Anitino očko
Anitino očko je jezero v Bystré dolině v Západních Tatrách na Slovensku. Pojmenování pochází od liptovských pastevců. Je známé také pod názvy Suché Bystré pleso nebo Spodné Bystré pleso. Má rozlohu 0,3505 ha a je 119 m dlouhé a 53 m široké. Dosahuje maximální hloubky 2,9 m a objemu 4744 m³. Leží v nadmořské výšce 1854 m.

## Okolí
Nachází se v boční kotlině Bystré doliny zvané Suchý zadok u úpatí Nižné Bystré.

## Vodní režim
Pleso nemá povrchový přítok ani odtok. Náleží k povodí Váhu. Rozměry jezera v průběhu času zachycuje tabulka:
| Rok   | Měření prováděl       | Rozloha ha | Délka m | Šířka m | Hloubka max.m | Objem m³ |
| ----- | --------------------- | ---------- | ------- | ------- | ------------- | -------- |
| 1935  | Jerzy Młodziejowski   | 0,394      | 120     | 54,5    | 2,9           | [ 2 ]    |
| [ 3 ] | československá měření | 0,34       | 119     | 53      | 2,9           | [ 2 ]    |
| 2005  | Gregor, Pacl          | 0,3505     | [ 2 ]   | [ 2 ]   | 4,3           | 4744     |

## Přístup
Pleso není veřejnosti přístupné.